# Ptychostomum zieri
Ptychostomum zieri là một loài Rêu trong họ Bryaceae. Loài này được (Dicks. ex Hedw.) D. T. Holyoak & N. Pedersen mô tả khoa học đầu tiên năm 2007.